# 博登島

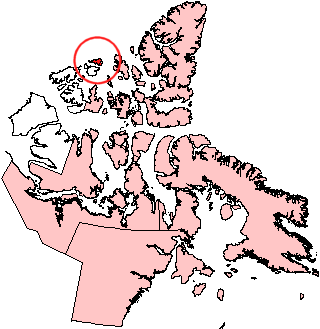

78°30′03″N 111°13′12″W / 78.50083°N 111.22000°W
博登島（英語：Borden Island）是加拿大的島嶼，位於該國北部，屬於伊麗莎白女王群島的一部分，由努納武特和西北地區負責管轄，長94公里、寬82公里，面積2,795平方公里，最高點海拔高度150米，島上無人居住。